# Performa 6360
Performa 6360 è un modello di personal computer della famiglia Macintosh Performa progettato e distribuito da Apple. Presentato nel settembre 1996, fu venduto fino all'anno successivo.
Insieme al Performa 6400 è stato il solo modello progettato esplicitamente per la linea Performa (tutti gli altri computer Performa erano in realtà dei computer di altre famiglie rimarchiati).